# Jean-Teddy Filippe
 (novembre 2019).
Si vous disposez d'ouvrages ou d'articles de référence ou si vous connaissez des sites web de qualité traitant du thème abordé ici, merci de compléter l'article en donnant les références utiles à sa vérifiabilité et en les liant à la section « Notes et références ».
Jean-Teddy Filippe est un réalisateur et scénariste français.

## Biographie
Jean Teddy Filippe réalise d'abord de nombreux films publicitaires (et remporte de nombreux prix) avant de se consacrer entièrement à la fiction et aux docufictions.
Alors qu'elles arrivent en télévision par hasard, ses vignettes Les Rendez-vous manqués(1985) deviennent pour Arte Les Documents interdits (1986-1989) et connaissent un succès mondial. « Ses Documents Interdits sont à l’origine d’une incroyable quantité de péloches de ces 20 dernières années, en particulier Rec, dont l’un des segments de ces « Documents » …, sur le mode « reportage télé dans une maison-mystère » est la genèse absolue (pour être poli)…(…) du Projet Blair Witch à Paranormal Activity, son influence discrète est hallucinante ! Un homme de grand talent, qui aurait pu enchaîner avec une tripotée de suites mais s’est arrêté à 13 films (…) »
Jeu de massacre ou le blues des fadas (92 min - 1996), adapté du roman de H.F. Blanc, est son premier long-métrage. Suivent L'Extraterrestre de Roswell, réponse d'Arte au canular réalisé par TF1, de nombreux épisodes de la série Police District (7 × 52 min - 2001-2002 – primée meilleure série policière), puis des téléfilms comme Mortelle Conviction (94 min - 2003), Ils voulaient tuer de Gaulle (92 min - 2005), des miniséries comme La Ligne noire (6 × 52 min - 2002), ou Laura, première saga de M6 (4 × 94 min - 2005-2006 – 4,1 M de spectateurs), P.E.C (4 épisodes de 52 min – 2008), ou encore le pilote de la série Engrenages (52 min - 2004) pour Canal +. Hors du temps (91 min - 2009), film d’anticipation, est sa dernière réalisation de fiction pour Arte. En 2010, on découvre un 13e épisode des Documents interdits : L'Examen.

## Filmographie
- 1989 : Les Documents interdits, série de 13 histoires étranges - Arte
- 1996 : Jeu de massacre ou le blues des fadas, adapté du livre d'H.F Blanc (Actes Sud), film dont Jean-Teddy Filippe a également coécrit le scénario avec Patrick Zeff-Samet - Arte
- 1997: Roswell, la preuve, genèse du fameux évènement de Khos Alas qui allait devenir l'affaire de Roswell - Arte
- 2000 : Jour de Manque, court métrage de la série des Scénarios sur la drogue - sélection Festival de Cannes
- 2000 : Police District, série télévisée policière créée par Hugues Pagan (épisodes 7, 8 et 9 de la saison 2 et 13, 16, 17 et 18 de la saison 3) - M6
- 2002 : La Ligne noire, mini-série télévisée - M6
- 2003 : Mortelle conviction, téléfilm - M6
- 2004 : Engrenages (série télévisée), pilote de la série - Canal +
- 2005 : Ils voulaient tuer de Gaulle, docufiction, retour sur l'attentat du 22 août 1962, qui faillit couter la vie du général de Gaulle - TF1
- 2006 : Laura, série télévisée - M6
- 2008 : Paris, enquêtes criminelles, série télévisée (4 épisodes : L'Amour fou, Rédemption, Un cri dans la nuit, Trafics) - TF1
- 2009 : Hors du temps, téléfilm - Arte
- 2010 : Le 13e Document - Arte
- 2010 : Le Mystère
- 2013 : Le Monstre, fiction géolocalisée sur mobile
- 2016 : Verbatims, série satirique - France 2